# Dr. Juca
João Carlos Haas Sobrinho ou "Dr. Juca" (São Leopoldo, 24 de junho de 1941 – Araguaia, 30 de setembro de 1972) foi um médico e guerrilheiro brasileiro, integrante do Partido Comunista do Brasil (PCdoB), morto em combate na Guerrilha do Araguaia, movimento ocorrido entre o fim da década de 1960 e o começo da década de 1970, na região amazônica brasileira, ao longo do Rio Araguaia.

## Biografia
Nascido no imo de uma família católica de ascendência alemã, formou-se pela Universidade Federal do Rio Grande do Sul, onde foi presidente do centro acadêmico da Faculdade de Medicina, e da União Estadual dos Estudantes (RS), também trabalhou como médico do Hospital Ernesto Dornelles, em Porto Alegre. Haas chegou ao nordeste em 1967 - após fazer treinamento militar em Pequim, para onde havia sido enviado pelo PCdoB junto com mais uma dezena de militantes, após o golpe militar de 1964 - quando se instalou no sul do Maranhão, na cidade de Porto Franco, abrindo um consultório para atendimento à população pobre da cidade e a moradores de cidades vizinhas. Com ele, moraram na pequena cidade maranhense outros integrantes do PCdoB, como Maurício Grabois, o líder da futura guerrilha, seu filho André e Gilberto, seu genro, que se instalaram no local como pequenos comerciantes. No tempo em que passou atuando na cidade, adotou o apelido de Dr. Juca, para despistar os militares. Posteriormente, esse apelido o seguiu na região do Araguaia.
Durante o período em que esteve na cidade de Porto Franco, trabalhou auxiliando a população carente da região, chegando inclusive a montar um pequeno hospital na região. Devido a miséria que assolava o local, atendeu de forma gratuita diversos pacientes. No período em que esteve na região denunciou também o descaso dos governantes locais com a saúde, infraestrutura, educação e outros serviços básicos. Por conta dessas denúncias, passou a ser perseguido pelos políticos locais, que não aceitavam tal afronta.
Em 1969, deixou a cidade e foi para a região do Araguaia por determinação do partido, onde, além de medicar a crianças e os doentes do lugar, atuou, sob o codinome de 'Dr. Juca', como comandante-médico dos grupamentos armados que formariam a guerrilha no Araguaia.No local trabalhou com assistência médica e com o comércio de medicamentos.
Integrante da comissão militar, o órgão máximo da guerrilha, morreu em combate com fuzileiros navais em 30 de setembro de 1972, junto com mais dois guerrilheiros, perto da localidade de Piçarra. De acordo com um ex-guerrilheiro que o apoiava na ação, suas ultimas palavras minutos antes de ser atingido teriam sido: "Odeio ficar na mira de um rifle!". Enterrado à noite em Xambioá, com a perna quebrada e a barriga cortada costurada com cipó .
Relatos de moradores da região afirmam que o corpo do Dr. Juca foi exposto em praça pública após a execução, a fim de intimidar e assustar os contrários à Ditadura Militar.
A família do médico tomou conhecimento de sua morte apenas em 1979, por publicações da imprensa alternativa.
Em 2019, a sua irmã, Sônia Haas, recebeu uma ratificação da certidão de óbito de João Carlos Haas, onde consta que o médico foi morto pelo Estado Brasileiro, porém, a data exata da morte não foi confirmada, e é estimada entre Setembro e Outubro de 1972, sendo o dia 30 de Setembro daquele ano como a data mais provável de sua morte. A informação precisa não foi dada pelo documento. Apesar do reconhecimento de sua morte, seus restos mortais nunca foram entregues à família. E os pais de João Carlos Haas, Idelfonso Haas e Ilma Linck, falecidos em 1989 e 2001, respectivamente, morreram sem poder realizar o sonho de enterrar o filho. Em 2015, a Juiza Solange Salgado, da 1ª Vara Federal, determinou que uma busca fosse realizada no necrotério do Hospital Universitário, da Universidade de Brasília (UnB), para encontrar a possível ossada de João Carlos Haas Sobrinho e de Libero Giancarlo Castiglia, sob pena de indenização de R$ 10 mil por dia. O que dificultou tal ação foi que esse valor já está acumulado em R$47 milhões, à época. E em 2013, suspeita-se que ambas as ossadas desapareceram.
Como não deixou nenhum herdeiro, a irmã dele, Sônia Haas, é quem luta para obter mais informações acerca da morte do irmão e para manter seu legado.
Em setembro de 2008, uma fotografia que mostra os cadáveres de dois guerrilheiros com as mãos amarradas, jogados no chão e observados por soldados do exército, em 1972, teve os negativos do filme a que ela pertence revelados e publicados, depois de guardados por mais de 30 anos pelo autor da foto, José Antônio de Souza Perez, um soldado que serviu no Araguaia. Nela, um dos cadáveres é identificado como o de João Carlos Haas.
Hoje, há uma rua com seu nome em São Leopoldo, sua cidade natal, assim como em Caxias do Sul, cidade da serra gaúcha e em São Paulo.
Em Porto Franco há um complexo esportivo com seu nome, inaugurado no ano de 2011, bem como o centro cirúrgico-obstétrico do Hospital Municipal de Porto Franco tem seu nome, visto que, ele é considerado como o primeiro cirurgião da região.
A União Estadual dos Estudantes do Rio Grande do Sul também carrega seu nome, sendo denominada "UEE RS - Dr. Juca" desde 2009.

## Biliografia
- MIRANDA, Nilmário e TIBÚRCIO, Carlos - Dos filhos deste solo - Fundação Perseu Abramo, 1999 - ISBN 978-85-7643-066-7